# Javier Salto
Javier Salto Martínez-Avial (Madrid, 10 de diciembre de 1955) es un general español perteneciente al Ejército del Aire y del Espacio, que ostentó la jefatura de su Estado Mayor desde el 1 de abril de 2017 hasta el 23 de julio de 2024. Con más de siete años en el cargo, fue el jefe de Estado Mayor (JEMA) con más años de servicio como JEMA desde el general Francisco Fernández-Longoria González (1945-1958).
Piloto de caza y ataque, también ha recibido instrucción como controlador aéreo avanzado (FAC), apoyo aéreo, seguridad en vuelo, alta gestión logística, fotointerpretación, abastecimientos y observador. Ha sido piloto instructor en el 462 Escuadrón de cazas Mirage F1 y cuenta con la Diplomatura de Estado Mayor de los Estados Unidos, convalidada en España.

## Trayectoria
Ingresó en el Ejército del Aire en el año 1974, fue alumno de la XXX promoción de la Academia General del Aire, alcanzando el empleo de teniente en 1978 y completando su formación como piloto de guerra en la Escuela de Reactores. 
Obtuvo su primer destino operativo en el 464 Escuadrón de la Base Aérea de Gando, pilotando cazas F-5A. En 1981, dentro de la misma base, pasó al 462 Escuadrón donde voló cazas Mirage F1 como piloto instructor hasta el año 1993. Posteriormente, tras convalidar sus estudios de Estado Mayor realizados en los Estados Unidos, ocupó un puesto en Estado Mayor del Cuartel General del Mando Aéreo de Canarias. En 1996 fue enviado al Cuartel General de la OTAN en Nápoles (AIRSOUTH) durante seis meses. Al año siguiente se trasladó a la Agencia de la OTAN para la gestión del Eurofighter y el Tornado (NETMA), situada en ciudad alemana de Múnich, en calidad de especialista en factores operativos del Programa Eurofighter 2000. Tres años después se le asignó un puesto en la Oficina del Programa del Eurofighter 2000, en el Mando de Apoyo Logístico del Ejército del Aire (MALOG).
En 2003 se convirtió en Coronel y recibió el mando del Ala 11, una unidad bajo dependencia operativa del Mando Aéreo de Combate (MACOM). También se puso al frente de la base que alberga esta unidad situada, a pesar de su nombre, en el municipio sevillano de Arahal. En este destino, el coronel Javier Salto tuvo a su cargo cazas Eurofighter 2000. Entre 2006 y 2008 fue director de Operaciones del Centro de Operaciones Aéreas Combinadas de la OTAN n.º 8 (CAOC 8), en la Base Aérea de Torrejón de Ardoz. En 2008 fue nombrado general de brigada y se hizo cargo de la Subdirección de Gestión de Material del MALOG. Al año siguiente se le designó jefe del Programa Eurofighter 2000. Acudió, en calidad de representante español, al Comité Internacional de Directores de este Programa (BOD) convirtiéndose en su Chairman.
En 2011, ascendido a general de división, recibe la Dirección de Sistemas de Armas del Mando de Apoyo Logístico del Ejército del Aire. También fue representante español en el Comité Director Internacional del Programa Eurofighter 2000, y en el Comité de Dirección del Programa A400. En 2012 se encargó de la Jefatura del Mando Aéreo de Canarias y tres años más tarde, ya como teniente general, fue designado director del Gabinete Técnico del Ministro de Defensa. 
El 1 de abril de 2017 recibió el mando del Ejército del Aire, siendo promovido a general del aire y tomando posesión de su cargo el 3 de abril. Cesó en julio de 2024, siendo el general jefe de Estado Mayor con más años de servicio en este cargo desde el general Francisco Fernández-Longoria González (1945-1958). Por sus servicios, se el concedió la Gran Cruz del Mérito Naval con distintivo blanco.
Durante su carrera ha acumulado más de 3.000 horas de vuelo, fundamentalmente en Mirage F1 y finalmente en EF2000.
A finales de julio de 2024, se incorporó como Vocal a la Asamblea de la Real y Militar Orden de San Hermenegildo, tomando posesión oficialmente el 19 de septiembre de 2024.
Javier Salto está casado, es padre de tres hijas y abuelo de 10 nietos.
Gran aficionado a todos los deportes, su gran afición es el Golf, donde actualmente es hándicap 5.

## Antecedentes Militares
- 1973: Academia General del Aire
- 1977: Alférez
- 1978: Teniente
- 1988: Capitán
- 1991: Comandante
- 1998: Teniente Coronel
- 2003: Coronel
- 2008: General de Brigada
- 2011: General de División
- 2014: Teniente General
- 2017: General del Aire

## Condecoraciones
- Gran Cruz del Mérito Aeronáutico distintivo blanco. (2010)
- Gran Cruz de la Real y Militar Orden de San Hermenegildo. (2009)
- Gran Cruz de la Orden del Mérito de la Guardia Civil. (2017)
- Gran Cruz de la Cruz Fidélitas. (2022)
- Gran Cruz del Mérito Naval. distintivo blanco. (2024)
- Cruz del Mérito Aeronáutico. distintivo blanco (2 veces)
- Cruz del Mérito Militar. distintivo blanco
- Cruz del Mérito Naval. distintivo blanco
- Placa de la Real y Militar Orden de San Hermenegildo.
- Encomienda de la Real y Militar Orden de San Hermenegildo.
- Cruz de la Real y Militar Orden de San Hermenegildo.
- Cruz de Plata de la Orden del Mérito de la Guardia Civil. (2 veces)
- Cruz al Mérito Policial distintivo blanco.
- Medalla OTAN.
- Medalla del Servicio Meritorio Estados Unidos de América.
- Medalla de la Cruz de San Jorge primer grado Federación Rusa.

Distintivos
- Distintivo de Piloto del Ejército del Aire y del Espacio de España.
- Distintivo de Apoyo Aéreo (España).
- Distintivo de Función y Permanencia en el Estado Mayor de la Defensa (EMAD).
- Distintivo de Diplomado y de Función del Estado Mayor del Ejército del Aire y del Espacio de España.
- Distintivo de Mérito por Operaciones de Mantenimiento de la Paz (España).
- Distintivo de la Universidad del Aire, Fuerza Aérea de los Estados Unidos.

| Predecesor: Francisco Javier García Arnáiz | Jefe de Estado Mayor del Ejército del Aire y del Espacio 1 de abril de 2017 - 23 de julio de 2024 | Sucesor: Francisco Braco Carbó |